# Liste der Gebietsänderungen in der Provinz Lüttich
Die Liste der Gebietsänderungen in der Provinz Lüttich enthält wichtige Änderungen der Gemeindegebiete in der belgischen Provinz Lüttich in der Zeit vom 4. Oktober 1830 bis heute. Dazu zählen unter anderem Zusammenschlüsse und Trennungen von Gemeinden, Eingliederungen von Gemeinden in eine andere, Änderungen des Gemeindenamens und größere Umgliederungen von Teilen einer Gemeinde in eine andere. Kleinere Änderungen werden nicht berücksichtigt.

## Legende
- Datum: juristisches Wirkungsdatum der Gebietsänderung
- Gemeinde vor der Änderung: Gemeinde vor der Gebietsänderung
- Maßnahme: Art der Änderung
- Gemeinde nach der Änderung: Gemeinde nach der Gebietsänderung

Die Sortierung erfolgt chronologisch nach dem Datum und nach der aufnehmenden oder neu gebildeten Gemeinde. Heute noch bestehende Gemeinden sind farbig unterlegt. Die Gemeinden, die in die Provinz Lüttich wechselten, sind grün, diejenigen, die sie verließen, rot unterlegt.

## Gebietsänderungen
| Datum      | Gemeinde vor der Änderung                                                                                 | Maßnahme        | Gemeinde nach der Änderung                                                  |
| ---------- | --- | --------------- | --------------------------------------------------------------------------- |
| 01.01.1837 | Stembert-Heusy                                                                                            | Auflösung       |                                                                             |
| 01.01.1837 | Stembert-Heusy, Heusy                                                                                     | Neubildung      | Heusy                                                                       |
| 01.01.1837 | Stembert-Heusy, Stembert                                                                                  | Neubildung      | Stembert                                                                    |
| 01.01.1842 | Amay, Ombret und Rawsa                                                                                    | Neubildung      | Ombret-Rawsa                                                                |
| 01.01.1846 | Grâce-Montegnée                                                                                           | Auflösung       |                                                                             |
| 01.01.1846 | Grâce-Montegnée, Berleur und Grâce                                                                        | Neubildung      | Grâce-Berleur                                                               |
| 01.01.1846 | Grâce-Montegnée, Montegnée                                                                                | Neubildung      | Montegnée                                                                   |
| 01.01.1848 | Theux, Pepinster                                                                                          | Neubildung      | Pepinster                                                                   |
| 01.01.1866 | Glons, Gebietsteile, Houtain-Saint-Siméon, Gebietsteile                                                   | Neubildung      | Boirs                                                                       |
| 01.01.1871 | Grivegnée, Bressoux                                                                                       | Neubildung      | Bressoux                                                                    |
| 01.01.1874 | Ans-et-Glain                                                                                              | Auflösung       |                                                                             |
| 01.01.1874 | Ans-et-Glain, Ans                                                                                         | Neubildung      | Ans                                                                         |
| 01.01.1874 | Ans-et-Glain, Glain                                                                                       | Neubildung      | Glain                                                                       |
| 01.01.1878 | Cheratte, Barchon                                                                                         | Neubildung      | Barchon                                                                     |
| 01.01.1879 | Sprimont, Dolembreux                                                                                      | Neubildung      | Dolembreux                                                                  |
| 01.01.1881 | Lens-Saint-Remy, Abolens                                                                                  | Neubildung      | Abolens                                                                     |
| 01.01.1884 | Hody, Poulseur                                                                                            | Neubildung      | Poulseur                                                                    |
| 01.01.1886 | Aywaille, Gebietsteile, Sprimont, Gebietsteile                                                            | Neubildung      | Rouvreux                                                                    |
| 01.01.1896 | Lens-Saint-Remy, Blehen                                                                                   | Neubildung      | Blehen                                                                      |
| 01.01.1919 | Aywaille, Sougne und Remouchaps                                                                           | Neubildung      | Sougne-Remouchaps                                                           |
| 01.07.1925 | Amel, Gouvernement Eupen-Malmedy                                                                          | Umgliederung    | Amel                                                                        |
| 01.07.1925 | Bellevaux-Ligneuville, Gouvernement Eupen-Malmedy                                                         | Umgliederung    | Bellevaux-Ligneuville                                                       |
| 01.07.1925 | Bevercé, Gouvernement Eupen-Malmedy                                                                       | Umgliederung    | Bevercé                                                                     |
| 01.07.1925 | Büllingen, Gouvernement Eupen-Malmedy                                                                     | Umgliederung    | Büllingen                                                                   |
| 01.07.1925 | Bütgenbach, Gouvernement Eupen-Malmedy                                                                    | Umgliederung    | Bütgenbach                                                                  |
| 01.07.1925 | Crombach, Gouvernement Eupen-Malmedy                                                                      | Umgliederung    | Crombach                                                                    |
| 01.07.1925 | Elsenborn, Gouvernement Eupen-Malmedy                                                                     | Umgliederung    | Elsenborn                                                                   |
| 01.07.1925 | Eupen, Gouvernement Eupen-Malmedy                                                                         | Umgliederung    | Eupen                                                                       |
| 01.07.1925 | Eynatten, Gouvernement Eupen-Malmedy                                                                      | Umgliederung    | Eynatten                                                                    |
| 01.07.1925 | Faymonville, Gouvernement Eupen-Malmedy                                                                   | Umgliederung    | Faymonville                                                                 |
| 01.07.1925 | Hauset, Gouvernement Eupen-Malmedy                                                                        | Umgliederung    | Hauset                                                                      |
| 01.07.1925 | Heppenbach, Gouvernement Eupen-Malmedy                                                                    | Umgliederung    | Heppenbach                                                                  |
| 01.07.1925 | Hergenrath, Gouvernement Eupen-Malmedy                                                                    | Umgliederung    | Hergenrath                                                                  |
| 01.07.1925 | Neutral-Moresnet, Gouvernement Eupen-Malmedy                                                              | Umgliederung    | Kalmis                                                                      |
| 01.07.1925 | Kettenis, Gouvernement Eupen-Malmedy                                                                      | Umgliederung    | Kettenis                                                                    |
| 01.07.1925 | Lommersweiler, Gouvernement Eupen-Malmedy                                                                 | Umgliederung    | Lommersweiler                                                               |
| 01.07.1925 | Lontzen, Gouvernement Eupen-Malmedy                                                                       | Umgliederung    | Lontzen                                                                     |
| 01.07.1925 | Malmedy, Gouvernement Eupen-Malmedy                                                                       | Umgliederung    | Malmedy                                                                     |
| 01.07.1925 | Manderfeld, Gouvernement Eupen-Malmedy                                                                    | Umgliederung    | Manderfeld                                                                  |
| 01.07.1925 | Meyerode, Gouvernement Eupen-Malmedy                                                                      | Umgliederung    | Meyerode                                                                    |
| 01.07.1925 | Neu-Moresnet, Gouvernement Eupen-Malmedy                                                                  | Umgliederung    | Neu-Moresnet                                                                |
| 01.07.1925 | Raeren, Gouvernement Eupen-Malmedy                                                                        | Umgliederung    | Raeren                                                                      |
| 01.07.1925 | Recht, Gouvernement Eupen-Malmedy                                                                         | Umgliederung    | Recht                                                                       |
| 01.07.1925 | Reuland, Gouvernement Eupen-Malmedy                                                                       | Umgliederung    | Reuland                                                                     |
| 01.07.1925 | Robertville, Gouvernement Eupen-Malmedy                                                                   | Umgliederung    | Robertville                                                                 |
| 01.07.1925 | Rocherath, Gouvernement Eupen-Malmedy                                                                     | Umgliederung    | Rocherath                                                                   |
| 01.07.1925 | Sankt Vith, Gouvernement Eupen-Malmedy                                                                    | Umgliederung    | Sankt Vith                                                                  |
| 01.07.1925 | Schönberg, Gouvernement Eupen-Malmedy                                                                     | Umgliederung    | Schönberg                                                                   |
| 01.07.1925 | Thommen, Gouvernement Eupen-Malmedy                                                                       | Umgliederung    | Thommen                                                                     |
| 01.07.1925 | Weismes, Gouvernement Eupen-Malmedy                                                                       | Umgliederung    | Waimes                                                                      |
| 01.07.1925 | Walhorn, Gouvernement Eupen-Malmedy                                                                       | Umgliederung    | Walhorn                                                                     |
| 22.07.1930 | Hodimont                                                                                                  | Eingliederung   | Verviers                                                                    |
| 18.05.1940 | Amel | Umgliederung    | Amel, Deutschland                                                           |
| 18.05.1940 | Bellevaux-Ligneuville                                                                                     | Umgliederung    | Bellevaux-Ligneuville, Deutschland                                          |
| 18.05.1940 | Bevercé                                                                                                   | Umgliederung    | Bevercé, Deutschland                                                        |
| 18.05.1940 | Büllingen                                                                                                 | Umgliederung    | Büllingen, Deutschland                                                      |
| 18.05.1940 | Bütgenbach                                                                                                | Umgliederung    | Bütgenbach, Deutschland                                                     |
| 18.05.1940 | Crombach                                                                                                  | Umgliederung    | Crombach, Deutschland                                                       |
| 18.05.1940 | Elsenborn                                                                                                 | Umgliederung    | Elsenborn, Deutschland                                                      |
| 18.05.1940 | Eupen | Umgliederung    | Eupen, Deutschland                                                          |
| 18.05.1940 | Eynatten                                                                                                  | Umgliederung    | Eynatten, Deutschland                                                       |
| 18.05.1940 | Faymonville                                                                                               | Umgliederung    | Faymonville, Deutschland                                                    |
| 18.05.1940 | Hauset | Umgliederung    | Hauset, Deutschland                                                         |
| 18.05.1940 | Heppenbach                                                                                                | Umgliederung    | Heppenbach, Deutschland                                                     |
| 18.05.1940 | Hergenrath                                                                                                | Umgliederung    | Hergenrath, Deutschland                                                     |
| 18.05.1940 | Kalmis | Umgliederung    | Kelmis, Deutschland                                                         |
| 18.05.1940 | Kettenis                                                                                                  | Umgliederung    | Kettenis, Deutschland                                                       |
| 18.05.1940 | Lommersweiler                                                                                             | Umgliederung    | Lommersweiler, Deutschland                                                  |
| 18.05.1940 | Lontzen                                                                                                   | Umgliederung    | Lontzen, Deutschland                                                        |
| 18.05.1940 | Malmedy                                                                                                   | Umgliederung    | Malmedy, Deutschland                                                        |
| 18.05.1940 | Manderfeld                                                                                                | Umgliederung    | Manderfeld, Deutschland                                                     |
| 18.05.1940 | Meyerode                                                                                                  | Umgliederung    | Meyerode, Deutschland                                                       |
| 18.05.1940 | Neu-Moresnet                                                                                              | Umgliederung    | Neu-Moresnet, Deutschland                                                   |
| 18.05.1940 | Raeren | Umgliederung    | Raeren, Deutschland                                                         |
| 18.05.1940 | Recht | Umgliederung    | Recht, Deutschland                                                          |
| 18.05.1940 | Reuland                                                                                                   | Umgliederung    | Reuland, Deutschland                                                        |
| 18.05.1940 | Robertville                                                                                               | Umgliederung    | Robertville, Deutschland                                                    |
| 18.05.1940 | Rocherath                                                                                                 | Umgliederung    | Rocherath, Deutschland                                                      |
| 18.05.1940 | Sankt Vith                                                                                                | Umgliederung    | Sankt Vith, Deutschland                                                     |
| 18.05.1940 | Schönberg                                                                                                 | Umgliederung    | Schönberg, Deutschland                                                      |
| 18.05.1940 | Thommen                                                                                                   | Umgliederung    | Thommen, Deutschland                                                        |
| 18.05.1940 | Walhorn                                                                                                   | Umgliederung    | Walhorn, Deutschland                                                        |
| 18.05.1940 | Waimes | Umgliederung    | Weismes, Deutschland                                                        |
| 01.06.1940 | Moresnet                                                                                                  | Umgliederung    | Alt Moresnet, Deutschland                                                   |
| 01.06.1940 | Baelen | Umgliederung    | Baelen, Deutschland                                                         |
| 01.06.1940 | Gemmenich                                                                                                 | Umgliederung    | Gemmenich, Deutschland                                                      |
| 01.06.1940 | Henri-Chapelle                                                                                            | Umgliederung    | Heinrichs-Kapelle, Deutschland                                              |
| 01.06.1940 | Hombourg                                                                                                  | Umgliederung    | Homburg, Deutschland                                                        |
| 01.06.1940 | Membach                                                                                                   | Umgliederung    | Membach, Deutschland                                                        |
| 01.06.1940 | Montzen                                                                                                   | Umgliederung    | Montzen, Deutschland                                                        |
| 01.06.1940 | Sippenaeken                                                                                               | Umgliederung    | Sippenaeken, Deutschland                                                    |
| 01.06.1940 | Welkenraedt                                                                                               | Umgliederung    | Welkenraedt, Deutschland                                                    |
| 11.09.1944 | Amel, Deutschland                                                                                         | Umgliederung    | Amel                                                                        |
| 11.09.1944 | Baelen, Deutschland                                                                                       | Umgliederung    | Baelen                                                                      |
| 11.09.1944 | Bellevaux-Ligneuville, Deutschland                                                                        | Umgliederung    | Bellevaux-Ligneuville                                                       |
| 11.09.1944 | Bevercé, Deutschland                                                                                      | Umgliederung    | Bevercé                                                                     |
| 11.09.1944 | Büllingen, Deutschland                                                                                    | Umgliederung    | Büllingen                                                                   |
| 11.09.1944 | Bütgenbach, Deutschland                                                                                   | Umgliederung    | Bütgenbach                                                                  |
| 11.09.1944 | Crombach, Deutschland                                                                                     | Umgliederung    | Crombach                                                                    |
| 11.09.1944 | Elsenborn, Deutschland                                                                                    | Umgliederung    | Elsenborn                                                                   |
| 11.09.1944 | Eupen, Deutschland                                                                                        | Umgliederung    | Eupen                                                                       |
| 11.09.1944 | Eynatten, Deutschland                                                                                     | Umgliederung    | Eynatten                                                                    |
| 11.09.1944 | Faymonville, Deutschland                                                                                  | Umgliederung    | Faymonville                                                                 |
| 11.09.1944 | Gemmenich, Deutschland                                                                                    | Umgliederung    | Gemmenich                                                                   |
| 11.09.1944 | Hauset, Deutschland                                                                                       | Umgliederung    | Hauset                                                                      |
| 11.09.1944 | Heinrichskapelle, Deutschland                                                                             | Umgliederung    | Henri-Chapelle                                                              |
| 11.09.1944 | Heppenbach, Deutschland                                                                                   | Umgliederung    | Heppenbach                                                                  |
| 11.09.1944 | Hergenrath, Deutschland                                                                                   | Umgliederung    | Hergenrath                                                                  |
| 11.09.1944 | Homburg, Deutschland                                                                                      | Umgliederung    | Hombourg                                                                    |
| 11.09.1944 | Kelmis, Deutschland                                                                                       | Umgliederung    | Kalmis                                                                      |
| 11.09.1944 | Kettenis, Deutschland                                                                                     | Umgliederung    | Kettenis                                                                    |
| 11.09.1944 | Lommersweiler, Deutschland                                                                                | Umgliederung    | Lommersweiler                                                               |
| 11.09.1944 | Lontzen, Deutschland                                                                                      | Umgliederung    | Lontzen                                                                     |
| 11.09.1944 | Malmedy, Deutschland                                                                                      | Umgliederung    | Malmedy                                                                     |
| 11.09.1944 | Manderfeld, Deutschland                                                                                   | Umgliederung    | Manderfeld                                                                  |
| 11.09.1944 | Membach, Deutschland                                                                                      | Umgliederung    | Membach                                                                     |
| 11.09.1944 | Meyerode, Deutschland                                                                                     | Umgliederung    | Meyerode                                                                    |
| 11.09.1944 | Montzen, Deutschland                                                                                      | Umgliederung    | Montzen                                                                     |
| 11.09.1944 | Alt Moresnet, Deutschland                                                                                 | Umgliederung    | Moresnet                                                                    |
| 11.09.1944 | Neu Moresnet, Deutschland                                                                                 | Umgliederung    | Neu-Moresnet                                                                |
| 11.09.1944 | Raeren, Deutschland                                                                                       | Umgliederung    | Raeren                                                                      |
| 11.09.1944 | Recht, Deutschland                                                                                        | Umgliederung    | Recht                                                                       |
| 11.09.1944 | Reuland, Deutschland                                                                                      | Umgliederung    | Reuland                                                                     |
| 11.09.1944 | Robertville, Deutschland                                                                                  | Umgliederung    | Robertville                                                                 |
| 11.09.1944 | Rocherath, Deutschland                                                                                    | Umgliederung    | Rocherath                                                                   |
| 11.09.1944 | Sankt Vith, Deutschland                                                                                   | Umgliederung    | Sankt Vith                                                                  |
| 11.09.1944 | Schönberg, Deutschland                                                                                    | Umgliederung    | Schönberg                                                                   |
| 11.09.1944 | Sippenaeken, Deutschland                                                                                  | Umgliederung    | Sippenaeken                                                                 |
| 11.09.1944 | Thommen, Deutschland                                                                                      | Umgliederung    | Thommen                                                                     |
| 11.09.1944 | Weismes, Deutschland                                                                                      | Umgliederung    | Waimes                                                                      |
| 11.09.1944 | Walhorn, Deutschland                                                                                      | Umgliederung    | Walhorn                                                                     |
| 11.09.1944 | Welkenraedt, Deutschland                                                                                  | Umgliederung    | Welkenraedt                                                                 |
| 01.01.1949 | Évegnée Tignée                                                                                            | Zusammenschluss | Évegnée-Tignée                                                              |
| 01.04.1949 | Aachen, Deutschland, Bildchen                                                                             | Umgliederung    | Hergenrath, Bildchen                                                        |
| 01.04.1949 | Kalterherberg, Deutschland, Leykaul-Ost                                                                   | Umgliederung    | Elsenborn, Leykaul-Ost                                                      |
| 01.04.1949 | Losheim, Deutschland                                                                                      | Umgliederung    | Manderfeld, Losheim                                                         |
| 01.04.1949 | Winterspelt, Deutschland, Hemmeres                                                                        | Umgliederung    | Reuland, Hemmeres                                                           |
| 22.07.1952 | Linchet                                                                                                   | Eingliederung   | Modave                                                                      |
| 22.07.1952 | Vissoul                                                                                                   | Eingliederung   | Oteppe                                                                      |
| 22.07.1952 | Neuville-sous-Huy                                                                                         | Eingliederung   | Tihange                                                                     |
| 28.08.1958 | Hergenrath, Bildchen                                                                                      | Umgliederung    | Aachen, Deutschland, Bildchen                                               |
| 28.08.1958 | Elsenborn, Leykaul-Ost                                                                                    | Umgliederung    | Kalterherberg, Deutschland, Leykaul-Ost                                     |
| 28.08.1958 | Manderfeld, Losheim                                                                                       | Umgliederung    | Losheim, Deutschland                                                        |
| 28.08.1958 | Büllingen, Losheimergraben-Ost                                                                            | Umgliederung    | Losheim, Deutschland                                                        |
| 28.08.1958 | Reuland, Hemmeres                                                                                         | Umgliederung    | Winterspelt, Deutschland, Hemmeres                                          |
| 01.01.1963 | Ramet | Namensänderung  | Ivoz-Ramet                                                                  |
| 01.01.1963 | Jupille                                                                                                   | Namensänderung  | Jupille-sur-Meuse                                                           |
| 01.09.1963 | Attenhoven                                                                                                | Umgliederung    | Attenhoven, Provinz Brabant                                                 |
| 01.09.1963 | Eliksem                                                                                                   | Umgliederung    | Eliksem, Provinz Brabant                                                    |
| 01.09.1963 | Laar | Umgliederung    | Laar, Provinz Brabant                                                       |
| 01.09.1963 | Landen | Umgliederung    | Landen, Provinz Brabant                                                     |
| 01.09.1963 | Mouland                                                                                                   | Umgliederung    | Moelingen, Provinz Limburg (Namensänderung < Mouland)                       |
| 01.09.1963 | Neerhespen                                                                                                | Umgliederung    | Neerhespen, Provinz Brabant                                                 |
| 01.09.1963 | Neerlanden                                                                                                | Umgliederung    | Neerlanden, Provinz Brabant                                                 |
| 01.09.1963 | Neerwinden                                                                                                | Umgliederung    | Neerwinden, Provinz Brabant                                                 |
| 01.09.1963 | Overhespen                                                                                                | Umgliederung    | Overhespen, Provinz Brabant                                                 |
| 01.09.1963 | Overwinden                                                                                                | Umgliederung    | Overwinden, Provinz Brabant                                                 |
| 01.09.1963 | Rémersdael                                                                                                | Umgliederung    | Remersdaal, Provinz Limburg (Namensänderung < Rémersdael)                   |
| 01.09.1963 | Rumsdorp                                                                                                  | Umgliederung    | Rumsdorp, Provinz Brabant                                                   |
| 01.09.1963 | Othée, Gebietsteile im Norden                                                                             | Umgliederung    | Rutten, Provinz Limburg                                                     |
| 01.09.1963 | Fouron-le-Comte                                                                                           | Umgliederung    | ’s-Gravenvoeren, Provinz Limburg (Namensänderung < Fouron-le-Comte)         |
| 01.09.1963 | Fouron-Saint-Martin                                                                                       | Umgliederung    | Sint-Martens-Voeren, Provinz Limburg (Namensänderung < Fouron-Saint-Martin) |
| 01.09.1963 | Fouron-Saint-Pierre                                                                                       | Umgliederung    | Sint-Pieters-Voeren, Provinz Limburg (Namensänderung < Fouron-Saint-Pierre) |
| 01.09.1963 | Teuven | Umgliederung    | Teuven, Provinz Limburg                                                     |
| 01.09.1963 | Wamont | Umgliederung    | Waasmont, Provinz Brabant (Namensänderung < Wamont)                         |
| 01.09.1963 | Walsbets                                                                                                  | Umgliederung    | Walsbets, Provinz Brabant                                                   |
| 01.09.1963 | Houtain-l’Évêque                                                                                          | Umgliederung    | Walshoutem, Provinz Brabant (Namensänderung < Houtain-l’Évêque)             |
| 01.09.1963 | Wange | Umgliederung    | Wange, Provinz Brabant                                                      |
| 01.09.1963 | Wezeren                                                                                                   | Umgliederung    | Wezeren, Provinz Brabant                                                    |
| 01.09.1963 | Bitsingen, Provinz Limburg                                                                                | Umgliederung    | Bassenge (Namensänderung < Bitsingen)                                       |
| 01.09.1963 | Korsworm, Provinz Limburg                                                                                 | Umgliederung    | Corswarem (Namensänderung < Korsworm)                                       |
| 01.09.1963 | Montenaken, Provinz Limburg, La Bosquée                                                                   | Umgliederung    | Cras-Avernas                                                                |
| 01.09.1963 | Eben-Emael, Provinz Limburg                                                                               | Umgliederung    | Ében-Émael (Namensänderung < Eben-Emael)                                    |
| 01.09.1963 | Sluizen, Provinz Limburg, Haut-Vinâve                                                                     | Umgliederung    | Glons                                                                       |
| 01.09.1963 | Ternaaien, Provinz Limburg                                                                                | Umgliederung    | Lanaye (Namensänderung < Ternaaien)                                         |
| 01.09.1963 | Rutten, Provinz Limburg, Al Savate                                                                        | Umgliederung    | Othée                                                                       |
| 01.09.1963 | Wouteringen, Provinz Limburg                                                                              | Umgliederung    | Otrange (Namensänderung < Wouteringen)                                      |
| 01.09.1963 | Rukkelingen-aan-de-Jeker, Provinz Limburg                                                                 | Umgliederung    | Roclenge-sur-Geer (Namensänderung < Rukkelingen-aan-de-Jeker)               |
| 01.09.1963 | Wonk, Provinz Limburg                                                                                     | Umgliederung    | Wonck (Namensänderung < Wonk)                                               |
| 01.01.1965 | Gleixhe                                                                                                   | Eingliederung   | Awirs                                                                       |
| 01.01.1965 | Fize-le-Marsal Kemexhe Odeur Thys                                                                         | Eingliederung   | Crisnée                                                                     |
| 01.01.1965 | Freloux Noville Roloux Voroux-Goreux                                                                      | Eingliederung   | Fexhe-le-Haut-Clocher                                                       |
| 01.01.1965 | Petit-Hallet                                                                                              | Eingliederung   | Grand-Hallet                                                                |
| 01.01.1965 | Wansin | Eingliederung   | Hannut                                                                      |
| 01.01.1965 | Bergilers Grandville Lens-sur-Geer Otrange                                                                | Eingliederung   | Oreye                                                                       |
| 01.01.1965 | Cornesse                                                                                                  | Eingliederung   | Pepinster                                                                   |
| 01.04.1969 | Chokier                                                                                                   | Eingliederung   | Flémalle-Haute                                                              |
| 01.01.1971 | Xhendremael                                                                                               | Eingliederung   | Alleur                                                                      |
| 01.01.1971 | Borlez Celles Les Waleffes                                                                                | Eingliederung   | Faimes                                                                      |
| 01.01.1971 | Grâce-Berleur Hollogne-aux-Pierres                                                                        | Eingliederung   | Grâce-Hollogne                                                              |
| 01.01.1971 | Comblain-Fairon Filot                                                                                     | Eingliederung   | Hamoir                                                                      |
| 01.01.1971 | Abolens Avernas-le-Baudouin Bertrée Blehen Cras-Avernas Crehen Lens-Saint-Remy Poucet Villers-le-Peuplier | Eingliederung   | Hannut                                                                      |
| 01.01.1971 | Lamine | Eingliederung   | Remicourt                                                                   |
| 01.01.1971 | Fosse Wanne                                                                                               | Eingliederung   | Trois-Ponts                                                                 |
| 08.01.1971 | Bettincourt Bleret Bovenistier Grand-Axhe Lantremange Oleye                                               | Eingliederung   | Waremme                                                                     |
| 01.01.1972 | Clermont                                                                                                  | Namensänderung  | Clermont-sous-Huy                                                           |
| 01.01.1972 | Kalmis | Namensänderung  | Kelmis                                                                      |
| 01.01.1972 | Mons [Liège]                                                                                              | Namensänderung  | Mons-lez-Liège                                                              |
| 01.01.1972 | Saint-Georges                                                                                             | Namensänderung  | Saint-Georges-sur-Meuse                                                     |
| 01.01.1977 | Ampsin Flône Jehay-Bodegnée                                                                               | Eingliederung   | Amay                                                                        |
| 01.01.1977 | Ombret-Rawsa Ombret                                                                                       | Umgliederung    | Amay                                                                        |
| 01.01.1977 | Heppenbach Meyerode                                                                                       | Eingliederung   | Amel                                                                        |
| 01.01.1977 | Alleur Loncin                                                                                             | Eingliederung   | Ans                                                                         |
| 01.01.1977 | Hody Tavier Villers-aux-Tours                                                                             | Eingliederung   | Anthisnes                                                                   |
| 01.01.1977 | Fooz Hognoul Othée Villers-l’Évêque                                                                       | Eingliederung   | Awans                                                                       |
| 01.01.1977 | Membach                                                                                                   | Eingliederung   | Baelen                                                                      |
| 01.01.1977 | Corswarem Rosoux-Crenwick                                                                                 | Eingliederung   | Berloz                                                                      |
| 01.01.1977 | Bellaire Queue-du-Bois                                                                                    | Eingliederung   | Beyne-Heusay                                                                |
| 01.01.1977 | Barchon Housse Mortier Saint-Remy Saive Trembleur                                                         | Eingliederung   | Blegny                                                                      |
| 01.01.1977 | Manderfeld Rocherath                                                                                      | Eingliederung   | Büllingen                                                                   |
| 01.01.1977 | Schönberg Gebietsteile                                                                                    | Umgliederung    | Büllingen                                                                   |
| 01.01.1977 | Reuland Thommen                                                                                           | Zusammenschluss | Burg-Reuland                                                                |
| 01.01.1977 | Elsenborn                                                                                                 | Eingliederung   | Bütgenbach                                                                  |
| 01.01.1977 | Beaufays Embourg Vaux-sous-Chèvremont                                                                     | Eingliederung   | Chaudfontaine                                                               |
| 01.01.1977 | Bois-et-Borsu Les Avins Ocquier Pailhe Terwagne                                                           | Eingliederung   | Clavier                                                                     |
| 01.01.1977 | Poulseur                                                                                                  | Eingliederung   | Comblain-au-Pont                                                            |
| 01.01.1977 | Berneau Bombaye Feneur Mortroux Neufchâteau Saint-André Warsage                                           | Eingliederung   | Dalhem                                                                      |
| 01.01.1977 | Andrimont                                                                                                 | Eingliederung   | Dison                                                                       |
| 01.01.1977 | Haneffe Jeneffe Limont                                                                                    | Eingliederung   | Donceel                                                                     |
| 01.01.1977 | Clermont-sous-Huy Hermalle-sous-Huy                                                                       | Eingliederung   | Engis                                                                       |
| 01.01.1977 | Tilff | Eingliederung   | Esneux                                                                      |
| 01.01.1977 | Kettenis                                                                                                  | Eingliederung   | Eupen                                                                       |
| 01.01.1977 | Aineffe Viemme                                                                                            | Eingliederung   | Faimes                                                                      |
| 01.01.1977 | My Vieuxville Werbomont Xhoris                                                                            | Eingliederung   | Ferrières                                                                   |
| 01.01.1977 | Awirs Flémalle-Grande Flémalle-Haute Ivoz-Ramet Mons-lez-Liège                                            | Zusammenschluss | Flémalle                                                                    |
| 01.01.1977 | Magnée Retinne Romsée                                                                                     | Eingliederung   | Fléron                                                                      |
| 01.01.1977 | Boëlhe Darion Hollogne-sur-Geer Lens-Saint-Servais Ligney Omal                                            | Eingliederung   | Geer                                                                        |
| 01.01.1977 | Bierset Horion-Hozémont Velroux                                                                           | Eingliederung   | Grâce-Hollogne                                                              |
| 01.01.1977 | Avin Grand-Hallet Merdorp Moxhe Thisnes Trognée                                                           | Eingliederung   | Hannut                                                                      |
| 01.01.1977 | Couthuin Lavoir Waret-l’Evêque                                                                            | Eingliederung   | Héron                                                                       |
| 01.01.1977 | Liers Milmort Vottem                                                                                      | Eingliederung   | Herstal                                                                     |
| 01.01.1977 | Battice Bolland Chaineux Charneux Grand-Rechin Julémont Xhendelesse                                       | Eingliederung   | Herve                                                                       |
| 01.01.1977 | Ben-Ahin Tihange                                                                                          | Eingliederung   | Huy                                                                         |
| 01.01.1977 | Sart | Eingliederung   | Jalhay                                                                      |
| 01.01.1977 | Fexhe-Slins Lantin Palfve Slins Villers-Saint-Siméon Voroux-lez-Liers Wihogne                             | Eingliederung   | Juprelle                                                                    |
| 01.01.1977 | Hergenrath Neu-Moresnet                                                                                   | Eingliederung   | Kelmis                                                                      |
| 01.01.1977 | Angleur Bressoux Chênée Glain Grivegnée Jupille-sur-Meuse Rocourt Wandre                                  | Eingliederung   | Liège                                                                       |
| 01.01.1977 | Arbrefontaine, Provinz Luxembourg Bra                                                                     | Eingliederung   | Lierneux                                                                    |
| 01.01.1977 | Bilstain Goé                                                                                              | Eingliederung   | Limbourg                                                                    |
| 01.01.1977 | Pellaines Racour                                                                                          | Eingliederung   | Lincent                                                                     |
| 01.01.1977 | Walhorn                                                                                                   | Eingliederung   | Lontzen                                                                     |
| 01.01.1977 | Bellevaux-Ligneuville Bévercé                                                                             | Eingliederung   | Malmedy                                                                     |
| 01.01.1977 | Vyle-et-Tharoul                                                                                           | Eingliederung   | Marchin                                                                     |
| 01.01.1977 | Outrelouxhe Strée Vierset-Barse                                                                           | Eingliederung   | Modave                                                                      |
| 01.01.1977 | Ombret-Rawsa Rawsa                                                                                        | Umgliederung    | Modave                                                                      |
| 01.01.1977 | Saint-Séverin Villers-le-Temple Yernée-Fraineux                                                           | Eingliederung   | Nandrin                                                                     |
| 01.01.1977 | Éhein Neuville-en-Condroz Plainevaux Rotheux-Rimière                                                      | Zusammenschluss | Neupré                                                                      |
| 01.01.1977 | Ombret-Rawsa                                                                                              | Auflösung       |                                                                             |
| 01.01.1977 | Ellemelle Warzée                                                                                          | Eingliederung   | Ouffet                                                                      |
| 01.01.1977 | Haccourt Hermalle-sous-Argenteau Hermée Heure-le-Romain Houtain-Saint-Siméon Vivegnis                     | Eingliederung   | Oupeye                                                                      |
| 01.01.1977 | Soiron Wegnez                                                                                             | Eingliederung   | Pepinster                                                                   |
| 01.01.1977 | Gemmenich Hombourg Montzen Moresnet Sippenaeken                                                           | Zusammenschluss | Plombières                                                                  |
| 01.01.1977 | Eynatten Hauset                                                                                           | Eingliederung   | Raeren                                                                      |
| 01.01.1977 | Hodeige Momalle Pousset                                                                                   | Eingliederung   | Remicourt                                                                   |
| 01.01.1977 | Montegnée Tilleur                                                                                         | Eingliederung   | Saint-Nicolas                                                               |
| 01.01.1977 | Crombach Lommersweiler Recht                                                                              | Eingliederung   | Sankt Vith                                                                  |
| 01.01.1977 | Meyerode, Wallerode, Schönberg, Gebietsteile                                                              | Umgliederung    | Sankt Vith                                                                  |
| 01.01.1977 | Schönberg                                                                                                 | Auflösung       |                                                                             |
| 01.01.1977 | Boncelles Jemeppe-sur-Meuse Ougrée                                                                        | Eingliederung   | Seraing                                                                     |
| 01.01.1977 | Dolembreux Gomzé-Andoumont Louveigné Rouvreux                                                             | Eingliederung   | Sprimont                                                                    |
| 01.01.1977 | Chevron La Gleize Lorcé Rahier                                                                            | Eingliederung   | Stoumont                                                                    |
| 01.01.1977 | La Reid Polleur                                                                                           | Eingliederung   | Theux                                                                       |
| 01.01.1977 | Clermont Thimister                                                                                        | Zusammenschluss | Thimister-Clermont                                                          |
| 01.01.1977 | Abée Fraiture Ramelot Seny Soheit-Tinlot                                                                  | Zusammenschluss | Tinlot                                                                      |
| 01.01.1977 | Basse-Bodeux                                                                                              | Eingliederung   | Trois-Ponts                                                                 |
| 01.01.1977 | Chapon-Seraing Seraing-le-Château                                                                         | Eingliederung   | Verlaine                                                                    |
| 01.01.1977 | Ensival Heusy Lambermont Petit-Rechin Stembert                                                            | Eingliederung   | Verviers                                                                    |
| 01.01.1977 | Fize-Fontaine Vaux-et-Borset Vieux-Waleffe Warnant-Dreye                                                  | Eingliederung   | Villers-le-Bouillet                                                         |
| 01.01.1977 | Argenteau Cheratte Lanaye Lixhe Richelle                                                                  | Eingliederung   | Visé                                                                        |
| 01.01.1977 | Faymonville Robertville                                                                                   | Eingliederung   | Waimes                                                                      |
| 01.01.1977 | Antheit Bas-Oha Huccorgne Moha Vinalmont                                                                  | Eingliederung   | Wanze                                                                       |
| 01.01.1977 | Acosse Ambresin Méeffe                                                                                    | Eingliederung   | Wasseiges                                                                   |
| 01.01.1977 | Henri-Chapelle                                                                                            | Eingliederung   | Welkenraedt                                                                 |
| 09.02.1977 | Ayeneux Cerexhe-Heuseux Évegnée-Tignée Melen Micheroux                                                    | Eingliederung   | Soumagne                                                                    |
| 16.02.1977 | Forêt Fraipont Nessonvaux                                                                                 | Eingliederung   | Trooz                                                                       |
| 04.03.1977 | Francorchamps                                                                                             | Eingliederung   | Stavelot                                                                    |
| 01.04.1977 | Boirs Eben-Emael Glons Roclenge-sur-Geer Wonck                                                            | Eingliederung   | Bassenge                                                                    |
| 01.04.1977 | Hannêche Lamontzée Marneffe Oteppe                                                                        | Eingliederung   | Burdinne                                                                    |
| 04.04.1977 | Ernonheid Harzé Sougné-Remouchaps                                                                         | Eingliederung   | Aywaille                                                                    |
| 06.05.1977 | Avennes Ciplet Fallais Fumal Latinne Tourinne Ville-en-Hesbaye                                            | Eingliederung   | Braives                                                                     |
| 01.01.2018 | Visé, 16 ha                                                                                               | Umgliederung    | Eijsden-Margraten, Provinz Limburg, Niederlande                             |
| 01.01.2018 | Eijsden-Margraten, Provinz Limburg, Niederlande, 3 ha                                                     | Umgliederung    | Visé                                                                        |